# 플로이 (2018년 영화)
《플로이》(아이슬란드어: Lói - Þú flýgur aldrei einn)은 2018년 공개된 아이슬란드의 애니메이션 영화이다.